# Давньогрецька зброя та обладунки

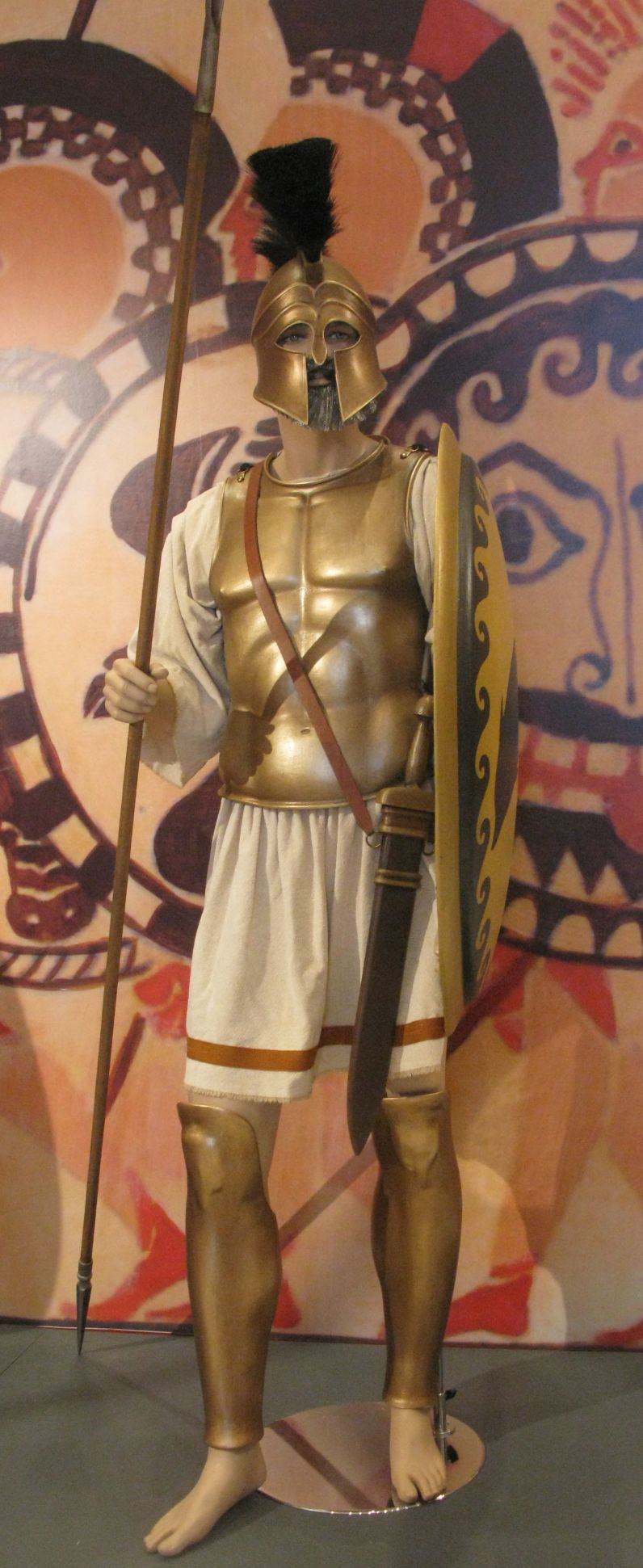
Грецький гопліт з анатомічною кірасою, списом, щитом, коринфським шоломом та обшитим мечем.

Давньогрецька зброя та обладунки були насамперед призначені для використання у битвах між людьми. Основний технічний прийом, що використовувався отримав назву фаланга — структура, що складається з масивної щитової стінки, для якої були потрібні важкі лобові броні та зброя середньої дальності, наприклад, списи. Солдати були зобов'язані забезпечувати себе власною паноплією, що могло бути досить дорого, проте відсутність будь-яких офіційних сил, які б впливали на дотримання миру, означало, що більшість грецьких громадян носили зброю зазвичай з метою самооборони. Оскільки люди забезпечували себе власним спорядженням, серед військ елліністичного періоду було значне розмаїття озброєння та обладунків.
Найбідніші громадяни, які не могли дозволити собі купівлю або утримання військового обладнання, використовувались на полі бою як пельтасти — швидкі, рухливі війська.
Зброя виготовлялася насамперед із заліза, дерева та бронзи.

## Особиста зброя

### Списи

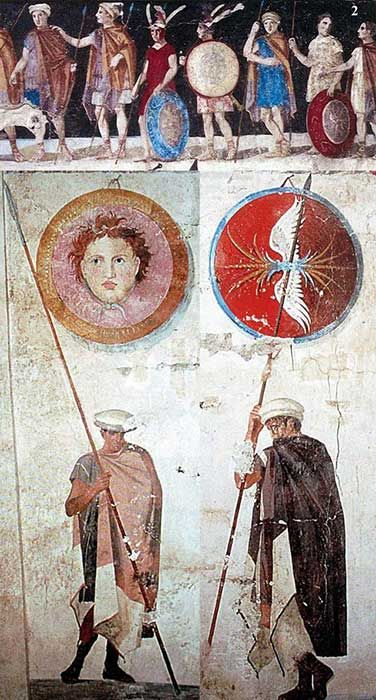
Картини солдатів та озброєння стародавньої Македонії з гробниці у Агіосі Атанонсіосі, Салоніки в Греції, 4 століття до н. е.

Основним видом зброї, яким користувалися грецькі війська, був спис завдовжки два-три метри з листкоподібним лезом на одному кінці та коротким шипом на іншому, відомий як дорі. Голівка списа зазвичай виготовлялася з бронзи або заліза, але, питання про те, які з них більше використовували, залишається відкритим. Дорі користувалися однією рукою (інша рука тримала солдатський щит). Відомо, що у кінноті використовувався тонший спис або дуже довга піка — ксистон, яка мала перевагу над короткими списами піхоти.
За Філіпа II Македонського, гопліти були оснащені надзвичайно довгими списами (до 640 см), що називалися сарисами. Так, у комбінації з фалангою перед піхотою утворювалась неприступна стіна із списів; зброя противника, яка була коротшою, не могла дістатися до фаланги через сариси.

### Меч
Відомо, що гопліти носили як другорядну зброю короткий меч під назвою ксифос, який залежно від епохи був виготовлений із заліза або бронзи. Він викорисовувався у випадках, коли спис був зламаний або був необхідним під час ближнього бою. Гопліти-вершники найчастіше використовували важчий, вигнутий меч, відомий як копіс, що в грецькій мові означає «різник». Легка піхота, відома як пельтасти, переносила з собою багато дротиків, якими металися до ворожих строїв, аби за можливості уникати тісного бою. Завданням пельтаста не була участь безпосередньо у бою, тому багато з них не носили нічого, окрім дротиків.

### Далекобійна зброя
Легкоозброєні війська, такі як псилої, часто були оснащені далекобійною зброєю. Популярним видом стрілецької зброї був лук, дротики та праща. Лук був зброєю, яка відносно рідко використовувалась, деякі війська обробляли стріли, вводячи їх у гнилі трупи, створюючи таким чином примітивну форму біологічної зброї. Війська пельтастів зазвичай використовували дротики, а гопліти та кавалерійські війська також часто були оснащені дротиками для метання. Також використовувалися легкі списи завдовжки близько 1,5 метрів з бронзовою головкою для полегшення відновлення зброї; їх зазвичай кидали за допомогою анменту. Пращі використовували як свинцеві гранули, так і камені; каміння також зазвичай кидали вручну.

## Броня

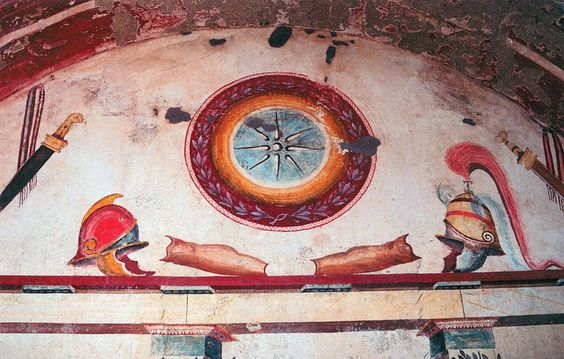
Стародавні македонські картини військових обладунків, зброї та спорядженняелліністичного періоду з гробниці Лісона та Калліклеса в стародавній Мієзі (сучасна Лефкадія), Іматія, Центральна Македонія, Греція, датовані ІІ століттям до н. е.

Ліноторакс — броня з льону, яка, будучи дешевою та відносно легкою, найчастіше використовувалась серед видів броні для тулуба у піхоті. Також використовувався бронзова анатомічна кіраса дзвіноподібної форми. Окрім цих інші броні для інших частин тіла практично не використовувались, в античному мистецтві та поезії були засвідчені смертельні удари, завдані у незахищені ділянки (наприклад, сечовий міхур чи шию). Кавалерійські обладунки виготовлялися легкими; на солдаті поверх туніки без рукавів (хітон) було одягнено анатомічну кірасу, розроблену таким чином, щоб руки залишались якомога вільнішими. Гопліти носили наголінники для захисту гомілок, як і кавалерія, тулуб і голова були єдиними частинами тіла, захищеними обладунками.

## Щити
Найважливішим елементом фаланги був гоплон — великий круглий щит, зазвичай виготовлений із шару бронзи, дерева та шкіри. Гоплони були діаметром близько одного метра і вагою близько 7,3 кг, через що їх було незручно тримати тривалий час. Пельтасти були озброєні плетеними щитами під назвою пелта, які були набагато легшими, що сприяло швидшому руху по полю битви. Вони були розроблені для захисту від дротиків противників, які появляться пізніше, та не обов'язково для захисту від списа або меча.

## Шоломи
Шоломи для піхоти були різних типів. Найпершим стандартним шоломом гоплітів був коринфський шолом, розроблений близько 600 р. до н. е. Пізніше він був замінений фригійським шоломом та халкідським шоломом, які були легшими та створювали менше перешкод для зору або слуху власника. До шоломів часто була прикріплена кінська грива. Це робилося у декоративних цілях і для додаткового рівня захисту. Беотійський шолом зазвичай використовувався кавалерійськими військами, оскільки його перевагою була мінімальна перешкода для зору та слуху. Шоломи в основному використовувались для захисту голови, залишали очі, рот і ніс незахищеними.

## Інше

### Колісниці
Колісниця, за певних обставин використовувалася мікенцями, хоч вона була неефективною для ведення бойових дій на горбистій місцевості Греції. Зазвичай транспортним засобом була двоколісна колісниця, яку тягнули двоє коней, перевозячи двох пасажирів (візника та списника або лучника); конструкція, як правило, була дерев'яною та покритою бронзою.

### Катапульти
Стародавні греки використовували два основних види важких катапульт, такі як облогові машини. Етитонос (ethytonos) був одним з видів нерухомого лука, встановленого на штативі і за конструкцією схожим на балісту. Для вистрілювання каміння використовували більшу версію — палінтонос (palintonos).